# Javier Hernán Pino
Javier Hernán Pino (nacido en 1990) es un asesino en serie argentino. Entre febrero y octubre de 2015 asesinó a cinco personas disparándoles con una pistola con silenciador para robarles sus pertenencias en las provincias de Buenos Aires, Salta y Santa Fe. Por sus crímenes, fue condenado a tres cargos de cadena perpetua, que ahora cumple en el Penal Coronda en la provincia de Santa Fe.

## Familia
Javier Hernán Pino era hijo de Jorge Raúl "Osito" Pino, un hombre oriundo de Paraguay líder de una banda de ladrones con sede en Santa Fe. Ambos contaban con dos residencias, una en Rosario y otra en El Galpón, Provincia de Salta, donde instalaron una sandwichería.
El 6 de julio de 2015 a la madrugada, ambos robaron una financiera situada en Rosario. Según se constató, Jorge se encargó de extraer el dinero del lugar mientras Javier amenazaba a la encargada con un arma de fuego, robando 5 mil pesos argentinos. Jorge fue detenido a las pocas cuadras de donde cometieron el robo, mientras que Javier se dio a la fuga con el botín. Se sospecha de la participación de al menos otro cómplice que nunca fue identificado. Javier huyó hacia El Galpón, donde, según confesaría más tarde, decidió matar y robar a Ariel Fernando Ríos para así obtener el dinero con el que planeaba sacar de la cárcel a su padre.

## Asesinatos
El modus operandi de Javier Pino era hacerse amigo de una víctima adecuada y, al ganarse su confianza, se aprovechó de sus guardias bajados para asaltarlos y dispararles en la cabeza al estilo de ejecución con su pistola Taurus silenciada de 9 mm.
Su primera víctima fue el comerciante chino Ni Qi Fu, de 40 años, en Buenos Aires. Recibió un total de 8 disparos en la cabeza, abdomen y brazo izquierdo, falleciendo a causa de sus heridas el 16 de febrero de 2015.
En los siguientes dos meses, Pino entabló amistad con la masajista Claudia Sosa, de 38 años, a quien ayudó con su mudanza a Buenos Aires. El 8 de abril fue invitado a su apartamento de la calle Tucumán 1545, donde procedió a dispararle en el cuello, matando a Sosa en el acto. Luego de asesinarla robó una computadora, un celular y 1.900 pesos antes de salir de la zona.
El 13 de julio asesinó a un empleado de una estación de servicio, Ariel Fernando Ríos de 28 años en El Galpón, Salta. Ríos falleció por un disparo de arma de fuego con orificio de entrada en la zona izquierda del parietal, sin orificio de salida, Pino robó alrededor de 70 000 pesos de la estación de servicio luego del crimen. Después de su arresto Pino declaró que el disparo fue accidental y que no tuvo intenciones de asesinar a la víctima, y que necesitaba dinero para ayudar a su padre que estaba enfermo y había sido detenido en Santiago del Estero por el robo a una financiera.
El 16 de octubre asesinó a disparos a los hermanos Agustina (28) y Javier Ponisio (25) en Rosario, Santa Fe. Pino conocía y se hizo amigo de las víctimas a través de su novia. Luego de haber asesinado a los hermanos Ponisio en su propia casa robó del lugar 25 000 pesos, joyas y electrónicos.

## Arresto, juicio y encarcelamiento
Unos días después de asesinar a los hermanos Ponisio, el 21 de octubre de 2015 Javier Hernán Pino fue detenido en Frías, Santiago del Estero. Los investigadores habían conectado con diferencia tres de los asesinatos (Ríos y los Ponisio), y Pino fue condenado inicialmente por estos tres, recibiendo dos condenas de cadena perpetua. Aproximadamente cuatro años después, utilizando el Sistema Automatizado de Identificación Balística (SAIB), la policía de Buenos Aires comparó casquillos de proyectil descartados en todo el país, que resultó coincidir con los utilizados en los asesinatos de El Galpón y Rosario. Pino también fue acusado de matar a Fu y Sosa, y en este último caso se presentaron pruebas adicionales, ya que se descubrió que la evidencia de ADN encontrada en una taza de café era de Pino. Fue sometido a juicio ante los tribunales de Buenos Aires, con la presencia de cuatro fiscales de las tres ciudades en las que se cometieron los delitos. Fue declarado culpable de los dos asesinatos y recibió una tercera cadena perpetua.
En los medios, se hicieron comparaciones con el infame asesino en serie argentino Robledo Puch, debido a las similares circunstancias de sus crímenes. Pino actualmente cumple su condena en el Penal de Coronda en la provincia de Santa Fe.